# Пальмер, Христиан Давид Фридрих
Христиан Давид Фридрих Пальмер (нем. Christian David Friedrich Palmer, 1811—1875) — немецкий богослов; по убеждениям примыкал к «теологии посредничества».
Основные работы: «Евангелическая гомилетика» (нем. «Evangelische Homiletik», 1842), «Евангелический катехизис» (нем. «Evangelischen Katechetik», 1844), «Евангелическая гимнология» (нем. «Evangelische Hymnologie», 1865), «Проповеди нового времени» (нем. «Predigten aus neuerer Zeit», 1873).